# Charles Oakley
Pour les articles homonymes, voir Oakley.
Charles Oakley, né le 18 décembre 1963 à Cleveland dans l'Ohio, est un joueur américain de basket-ball. Il a évolué en National Basketball Association principalement sous les couleurs des Bulls de Chicago et des Knicks de New York.

## Biographie
Après une carrière universitaire avec les Virginia Union Panthers, Oakley est drafté en 1985 en 9e position par les Cavaliers de Cleveland. Il est échangé dans la foulée et se retrouve aux Bulls de Chicago, où il joue durant trois saisons. En 1988, comme les Bulls possèdent deux bons ailiers forts (Horace Grant et Charles Oakley) mais sont dépourvus au poste de pivot, il est échangé contre Bill Cartwright des Knicks de New York.
Joueur puissant et rugueux, Charles Oakley est un des joueurs essentiels du dispositif défensif de l'entraîneur des Knicks de New York Pat Riley.
Aujourd'hui retraité, il fait partie du staff des Hornets de Charlotte, équipe de son meilleur ami et ancien coéquipier Michael Jordan.

## Équipes successives
- 1977 - 1981 :  John Hay High School, Cleveland.
- 1981 - 1985 :  Virginia Union Panthers (NCAA-II).
- 1985 - 1988 :  Bulls de Chicago (NBA).
- 1988 - 1998 :  Knicks de New York (NBA).
- 1998 - 2001 :  Raptors de Toronto (NBA).
- 2001 - 2002 :  Bulls de Chicago (NBA).
- 2002 - 2003 :  Wizards de Washington (NBA).
- 2003 - 2004 :  Rockets de Houston (NBA).

## Palmarès
- NBA All-Star (1994)
- NBA All-Defensive First Team (1994)
- NBA All-Defensive Second Team (1998)
- NBA All-Rookie First Team (1986)

## Records sur une rencontre en NBA
Les records personnels de Charles Oakley en NBA sont les suivants :
| Record de la franchise |

| Type de statistique        | Saison régulière | Saison régulière       | Saison régulière | Playoffs | Playoffs                 | Playoffs      |
| Type de statistique        | Record           | Adversaire             | Date             | Record   | Adversaire               | Date          |
| -------------------------- | ---------------- | ---------------------- | ---------------- | -------- | ------------------------ | ------------- |
| Points                     | 35               | Bucks de Milwaukee     | 15 mars 1986     | 26       | @ Celtics de Boston      | 6 mai 1990    |
| Paniers marqués            | 14               | Bucks de Milwaukee     | 15 mars 1986     | 10       | 2 fois                   | 2 fois        |
| Paniers tentés             | 27               | Bucks de Milwaukee     | 15 mars 1986     | 20       | @ Celtics de Boston      | 26 avril 1987 |
| Paniers à 3 points réussis | 3                | 2 fois                 | 2 fois           | 2        | @ Pacers de l'Indiana    | 19 mai 1995   |
| Paniers à 3 points tentés  | 4                | 4 fois                 | 4 fois           | 3        | 2 fois                   | 2 fois        |
| Lancers francs réussis     | 13               | 76ers de Philadelphie  | 25 février 1986  | 10       | 2 fois                   | 2 fois        |
| Lancers francs tentés      | 15               | 2 fois                 | 2 fois           | 12       | 2 fois                   | 2 fois        |
| Rebonds offensifs          | 18               | Bucks de Milwaukee     | 15 mars 1986     | 12       | @ Bulls de Chicago       | 15 mai 1994   |
| Rebonds défensifs          | 19               | Cavaliers de Cleveland | 22 avril 1988    | 17       | Pistons de Détroit       | 12 mai 1990   |
| Rebonds totaux             | 35               | Cavaliers de Cleveland | 22 avril 1988    | 24       | Nets du New Jersey       | 1er mai 1994  |
| Passes décisives           | 15               | Pacers de l'Indiana    | 27 décembre 1986 | 8        | @ Cavaliers de Cleveland | 4 mai 1995    |
| Interceptions              | 5                | 9 fois                 | 9 fois           | 5        | Pacers de l'Indiana      | 9 mai 1995    |
| Contres                    | 6                | SuperSonics de Seattle | 7 janvier 2001   | 3        | 76ers de Philadelphie    | 13 mai 2001   |
| Balles perdues             | 10               | @ Mavericks de Dallas  | 17 mars 1987     | 8        | @ Pacers de l'Indiana    | 30 mai 1994   |
| Minutes jouées             | 56               | Kings de Sacramento    | 23 février 2001  | 48       | @ Heat de Miami          | 3 mai 1998    |

## Pour approfondir
- Liste des joueurs en NBA ayant joué plus de 1 000 matchs en carrière.
- Liste des joueurs les plus assidus en NBA en carrière.
- Liste des meilleurs rebondeurs en NBA en carrière.
- Liste des joueurs NBA ayant perdu le plus de ballons en carrière.
- Liste des meilleurs rebondeurs en NBA en playoffs.